# Paralimnistadion
Paralimnistadion is een voetbalstadion in Paralimni, Cyprus. Het is de thuisbasis van Enosis Neon Paralimni. Het stadion heeft een capaciteit van 5,800 plaatsen.

## Geschiedenis
Het stadion werd in 1996 geopend en heeft een capaciteit van 5800 toeschouwers. Het heeft als thuisbasis gediend voor verschillende clubs uit de stad en is momenteel de thuishaven van Enosis Neon Paralimni, dat hier sinds 1996 speelt, en van AO Agia Napa, dat het stadion sinds 2012 gebruikt.

De naam van het stadion verwijst naar de militaire officier Tasos Markou, die werd vermoord tijdens de Turkse invasie van Cyprus in 1974.